# Geoffrey Shakespeare
Geoffrey Hithersay Shakespeare, 1er baronnet (23 septembre 1893 - 8 septembre 1980) est un homme politique du Parti libéral britannique.

## Biographie
Né à Norwich, il est le deuxième fils de John Howard Shakespeare, secrétaire de l'Union baptiste de Grande-Bretagne et fait ses études à Highgate School. Il est un descendant de Richard Shakespeare, le grand-père de William Shakespeare. Il sert pendant la Première Guerre mondiale. Il étudie ensuite à l'Emmanuel College, à Cambridge où il obtient une maîtrise es Arts et une maîtrise en droit. Il est président de la Cambridge Union Society pendant le Carême 1920.
Il est admis au Barreau en 1922, et devient secrétaire privé de David Lloyd George en 1921–1923 et travaille comme journaliste politique. En tant que secrétaire particulier, il participe aux négociations de paix qui aboutissent au traité anglo-irlandais de 1921, dont il donne un précieux compte-rendu dans ses mémoires, Let Candles be Brought In.
Il est député national libéral de Wellingborough, Northamptonshire en 1922–1923 et député libéral de Norwich en 1929–1931 puis député national libéral de 1931 à 1945.
Il entre au gouvernement en tant que lord commissaire du Trésor et whip en chef national libéral de novembre 1931 à octobre 1932, puis secrétaire parlementaire du ministère de la Santé en 1932-1936, secrétaire parlementaire du Conseil de l'éducation en 1936-1937, Secrétaire financier de l'Amirauté en 1937-1940, Secrétaire au Commerce extérieur d'avril à mai 1940, sous-secrétaire d'État parlementaire aux affaires nationales de 1940 à 1942. Il est également président du Children's Overseas Reception Board, 1940–1942.
Il est directeur de l'Abbey National Building Society de 1943 à 1977 et vice-président de 1965 à 1969. Il est président du Conseil permanent du Baronetage en 1972-1975.
Il est créé baronnet en 1942 et nommé conseiller privé en 1945. Il est décédé à Bromley, Kent, à l'âge de 86 ans.
En 1949, il publie ses mémoires, Let Candles Be Brought In qui sont d'une grande valeur pour les historiens des négociations de paix anglo-irlandaises de 1921, dont il est témoin oculaire. Particulièrement utile est sa description des dernières heures des pourparlers du 5 au 6 décembre 1921, lorsque Lloyd George présente à la délégation irlandaise le fameux ultimatum selon lequel ils devaient signer le Traité immédiatement ou faire face à une «guerre terrible et immédiate».